# Cyclestherida
Cyclestherida zijn een orde van kreeftachtigen uit de klasse van de Branchiopoda (blad- of kieuwpootkreeftjes).

## Familie
- Cyclestheriidae Sars G.O., 1899